# Jari-Matti Latvala
Jari-Matti Latvala, né le 3 avril 1985 à Töysä, est un pilote de rallye finlandais. Son copilote est Miikka Anttila.
À partir de 2021, il est le directeur du Toyota Gazoo Racing.

## Carrière en rallye

### Débuts en compétition (2002-2006)
Jari-Matti est le fils de Jari Latvala, lui aussi pilote de rallye et champion de Finlande des rallyes en 1994 en catégorie du Groupe N.
Très précoce, Jari-Matti a débuté la compétition à l'âge de 10 ans sur une Opel Ascona.
Il a disputé son premier rallye de championnat du monde en Grande-Bretagne en 2002 à l'âge de 17 ans. Il termina dix-septième avec une Mitsubishi Lancer Evolution VI.
En 2003, il disputa quatre épreuves du championnat du monde sur une Ford Focus et termina dixième en Grèce, dix-septième en Allemagne, quatorzième en Finlande et dixième en Grande-Bretagne.
En 2004, Latvala a couru principalement en catégorie JWRC. Son meilleur résultat fut une vingt-et-unième place (toutes catégories confondues) au Tour de Corse sur une Subaru Impreza WRX STI Group N.
En 2005, Latvala disputa six rallyes sur une Subaru Impreza Groupe N et trois sur une WRC. Ses meilleurs résultats furent des seizième places au Tour de Corse et en Sardaigne avec l'Impreza.
En 2006, il disputa onze rallyes, sur des Subaru Impreza, Ford Focus et Toyota Corolla WRC. Il réalisa ses meilleurs résultats dans les trois derniers rallyes. En Australie, il remporte le classement Production (ou groupe N) et finit sixième au général. En Nouvelle-Zélande, il remporte à nouveau le classement production et termine à la huitième place du général puis termine quatrième en Grande-Bretagne, sur une Focus WRC.
À l'issue de la saison, il est treizième du classement du championnat du monde pilotes avec neuf points inscrits.

### L'ascension mondiale (2007-2016)
- 2007 : premier podium en WRC

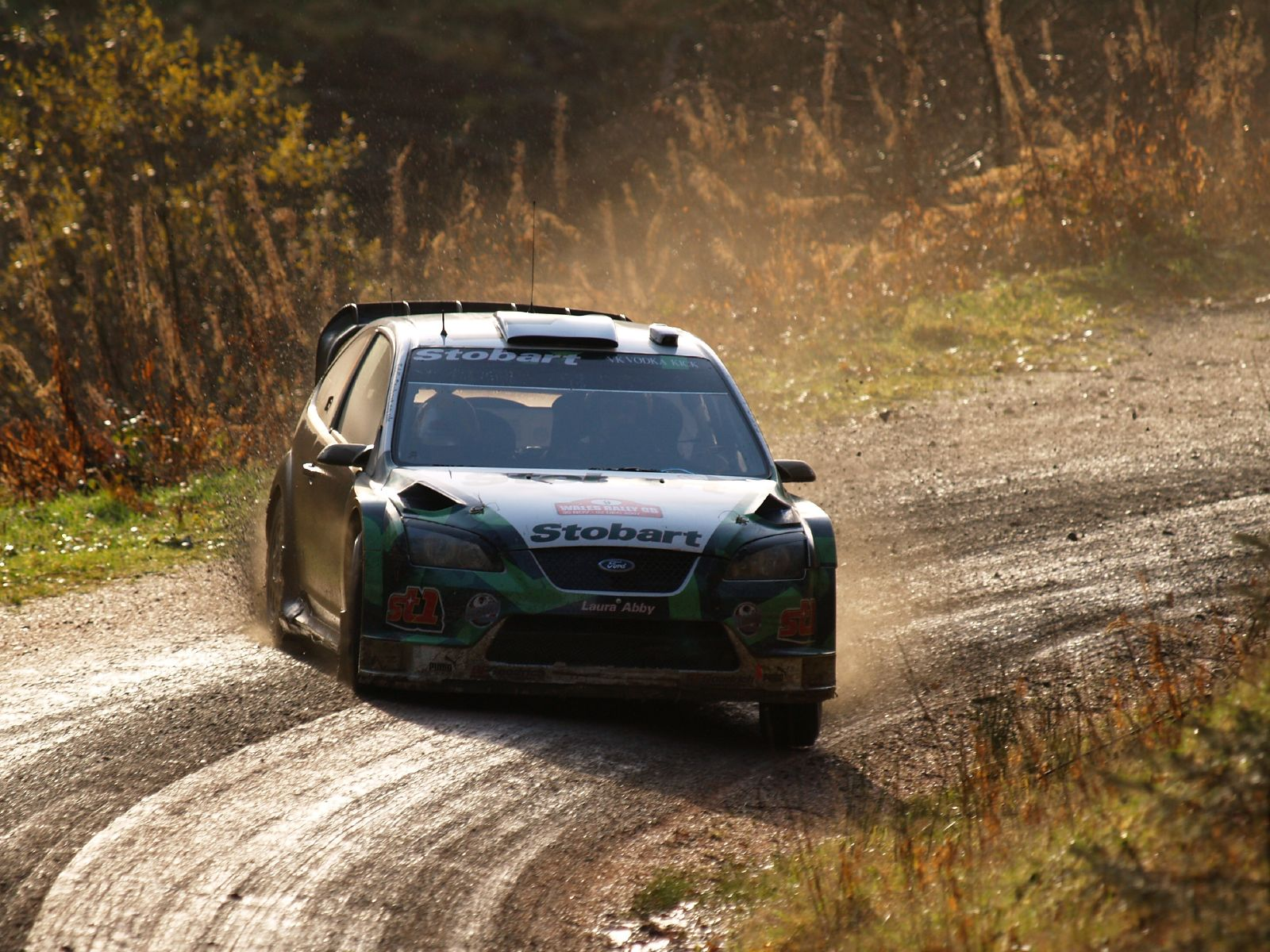
Jari-Matti Latvala au Rallye de Grande-Bretagne en 2007.

En 2007, Latvala a signé avec Stobart M-Sport Ford pour un programme de seize épreuves avec pour coéquipiers Matthew Wilson et Henning Solberg. Son meilleur résultat est une troisième place au Rallye d'Irlande, il se fait également remarquer par de nombreux meilleurs temps, signant notamment dix scratchs en Grande-Bretagne, malheureusement contrarié par des soucis mécaniques.
- 2008 : passage chez l'équipe officielle Ford et première victoire

En 2008, à la suite de la retraite de Marcus Grönholm, Jari-Matti rejoint l'écurie officielle M-Sport Ford, en tant qu'équipier de Mikko Hirvonen.
Il s'impose dès la deuxième manche de la saison, le Rallye de Suède et devient, à 22 ans et 10 mois, le plus jeune vainqueur de l'histoire du championnat du monde des rallyes.
La suite de la saison est plus difficile, souvent trop impétueux, Jari-Matti est rapide mais accumule les sorties de route, au point d'être rétrogradé pour quelques rallyes dans l'équipe B de Ford et remplacé par François Duval dans l'équipe officielle. Il termine quatrième du championnat avec 58 points.
- 2009 : deuxième victoire

En 2009, Jari-Matti est de nouveau au volant de la deuxième Ford Focus RS WRC officielle et inscrit une deuxième victoire en mondial en remportant le Rallye de Sardaigne et termine de nouveau quatrième du championnat, avec 41 points.
- 2010 : vice-champion du monde

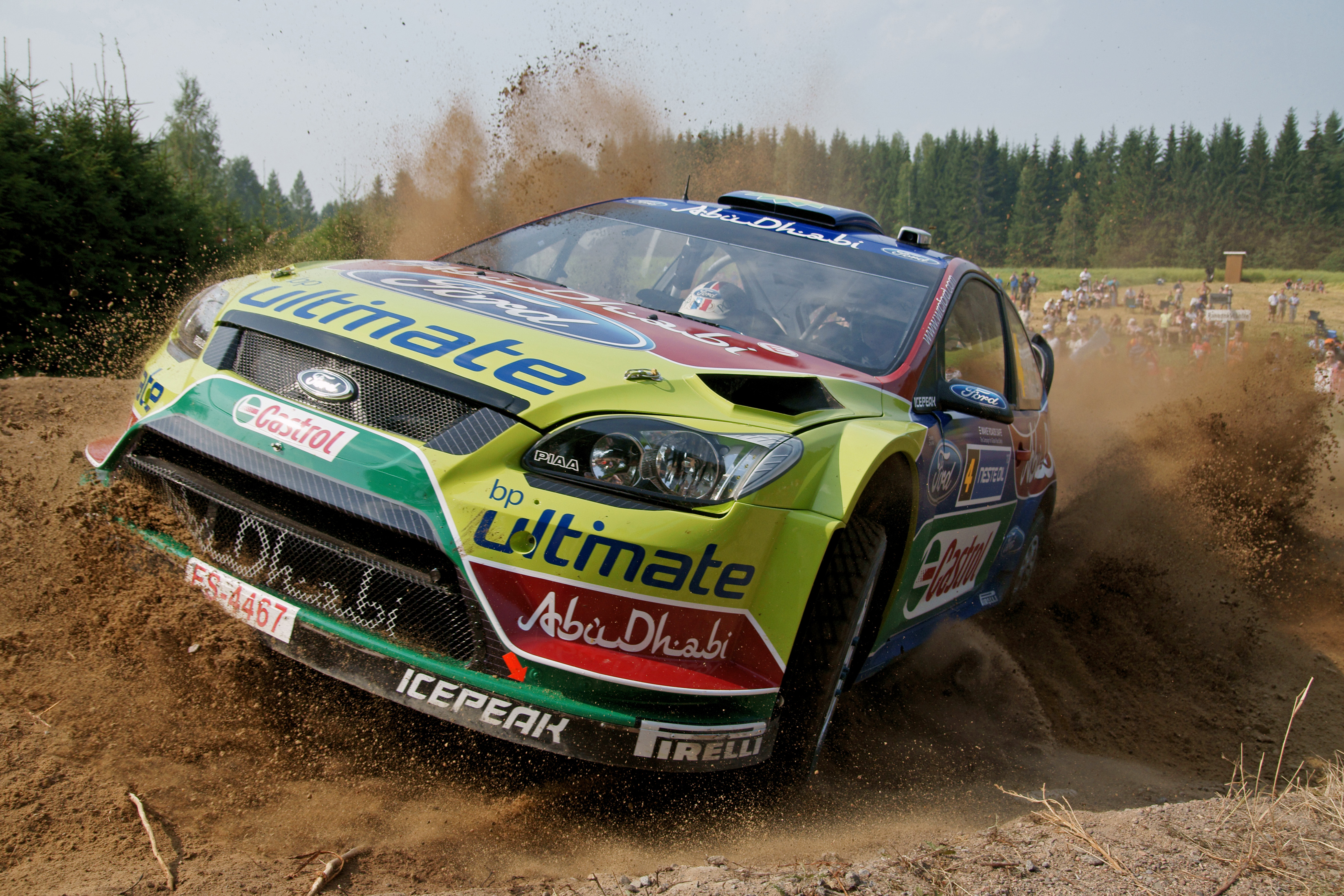
Jari-Matti Latvala au Rallye de Finlande en 2010.

En 2010, Jari-Matti commence la saison par un podium en Suède (troisième). Au Mexique, il finit cinquième. En Jordanie, à la suite d'une polémique sur le balayage, il termine finalement second. Il remporte sa troisième victoire au rallye de Nouvelle-Zélande pour 2,4 secondes face à Sébastien Ogier (troisième écart le plus faible de l'histoire). Il devient après cette manche le nouveau dauphin de Loeb au championnat. La suite de sa saison sera marquée par une victoire à domicile au Rallye de Finlande après un combat serré face à Sébastien Ogier. Il conclut l'année en s'adjugeant le « titre » de vice-champion du monde lors de l'ultime épreuve, ayant inscrit 171 unités et devançant pour la première fois Hirvonen, sixième avec 126 points.
- 2011

La saison 2011 de Jari-Matti Latvala commence par un accident, alors qu'il réalise des essais préparatoires. Il est ainsi contraint de renoncer à l'Arctic Rally, manche destinée à lui donner un avant-goût de sa campagne WRC. Le championnat débute en Suède par un podium et un point bonus décroché sur la Power Stage, une nouveauté de 2011. Il enchainera avec deux autres arrivées sur la troisième marche du podium, au Mexique et au Portugal, ainsi que deux autres points bonus en Algarve.
En Jordanie, il subit la dure loi du sport en échouant à deux dixièmes de la victoire, qui revient à Sébastien Ogier. À ce stade de la saison, il est le seul pilote à n'avoir jamais manqué le podium, mais sa courbe de performance va considérablement s'abaisser par la suite. Il enchaine trois mauvais résultats en Italie (sortie de route due à une erreur de note de son copilote), en Argentine (casse d'un élément de suspension alors qu'il était en tête) et en Grèce (problèmes mécaniques).
Il rebondit en Finlande où il termine deuxième en course et sur la Power Stage, avant de connaitre de nouvelles difficultés en Allemagne : mis hors-jeu par un problème moteur, il ne marque aucun point.

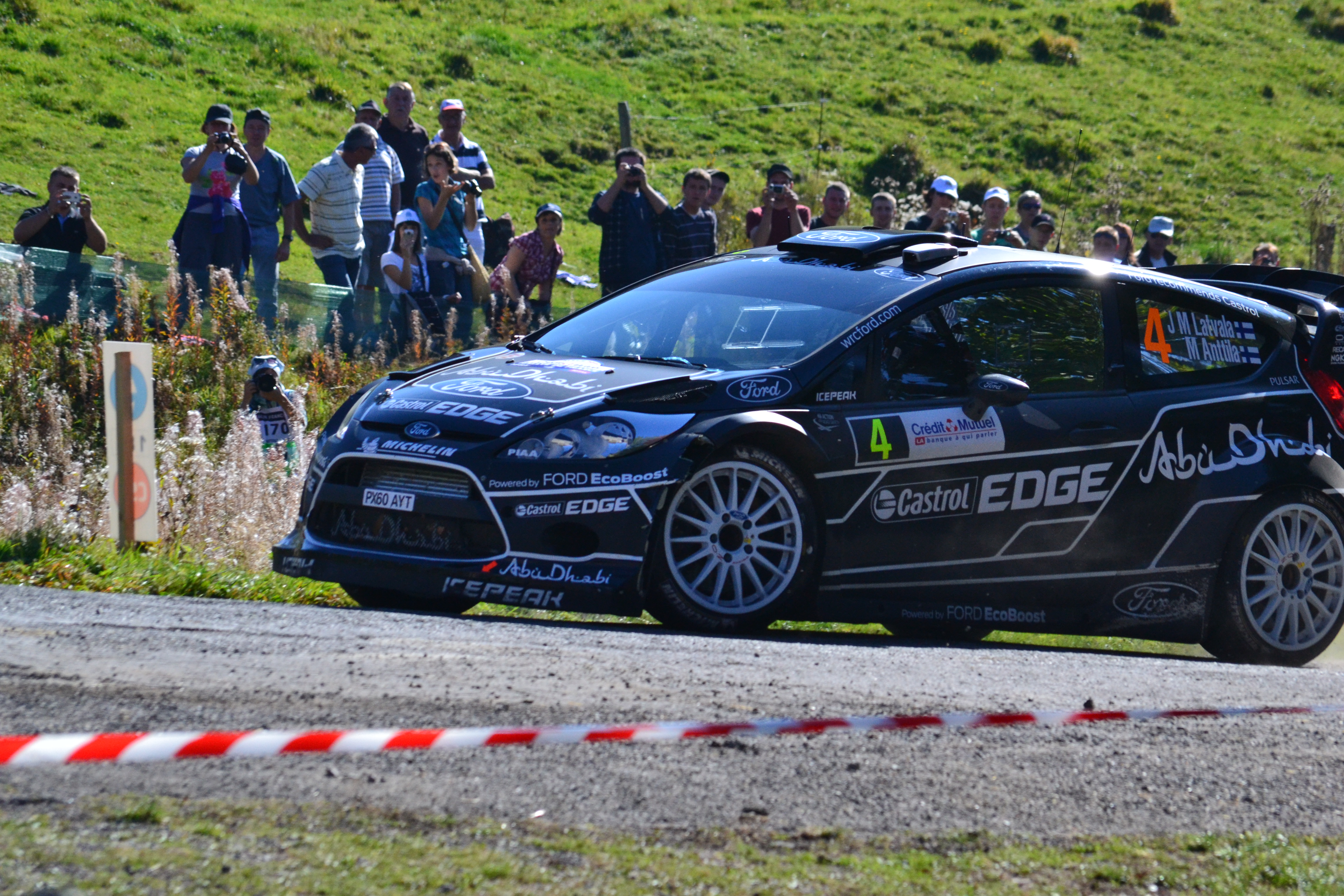
Jari-Matti Latvala au Rallye de France-Alsace en 2011.

Au Rallye d'Australie, à la suite du faux pas des pilotes Citroën, alors qu'il occupe la tête de l'épreuve, il cède sa place à son coéquipier Mikko Hirvonen pour lui permettre de remonter au classement dans le championnat pilotes, lui-même n'ayant plus aucune chance de bien figurer au classement. Lors du Rallye d'Alsace, il impressionne son équipe par ses progrès sur asphalte en réalisant de nombreux meilleurs temps et, toujours pour épauler son coéquipier mieux classé, il prend volontairement une pénalité afin de le laisser passer devant. Il termine le rallye en s'imposant sur la Power Stage et prend finalement la quatrième place du rallye après la disqualification de Petter Solberg.
Le 13 novembre 2011, il est enfin justement récompensé pour sa saison, en remportant le dernier rallye proposé, celui du Pays de Galles, les trois autres pilotes officiels Ford et Citroën ayant été tour à tour éliminés.
Il termine quatrième du championnat mondial, avec 172 points, et clôture deux semaines plus tard sa saison en beauté, en remportant le rallye du Var le 27 novembre 2011 (sa première victoire d'importance sur revêtement asphalte, lors de la dernière épreuve comptant traditionnellement pour le championnat de France des rallyes).
- 2012

Pour 2012, Jari-Matti a un nouveau coéquipier, le Norvégien Petter Solberg qui fait son retour chez Ford, en remplacement de Mikko Hirvonen, parti chez Citroën.
Le championnat commence, pour la première fois depuis 2008, à Monte-Carlo. Jari-Matti prend les commandes du premier rallye de la saison après l'ES1, conserve la tête à l'ES2 mais part à la faute et abandonne à l'ES4 alors qu'il avait une trentaine de secondes d'avance sur Sébastien Loeb.

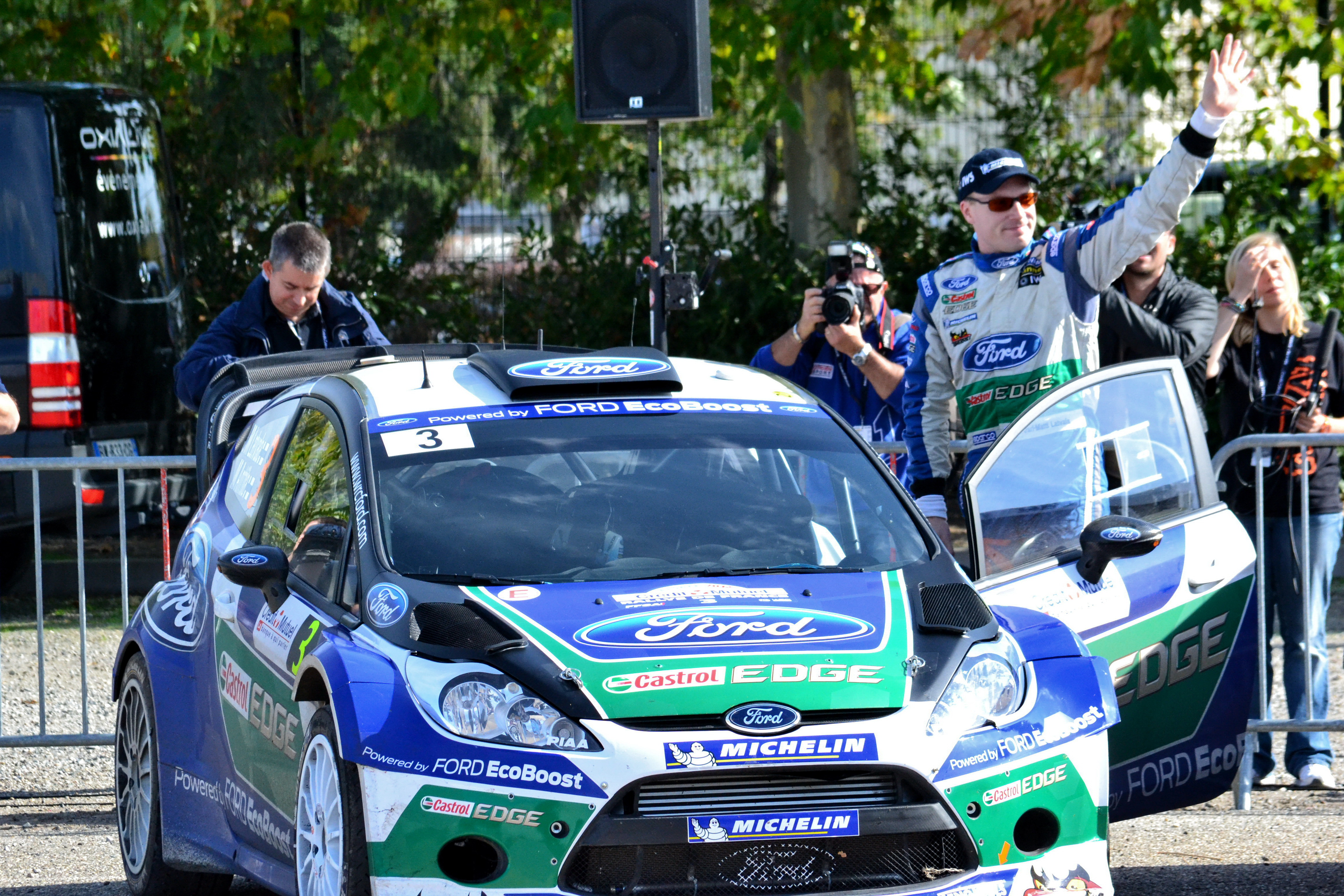
Jari-Matti Latvala au parc d'assistance de Colmar durant le Rallye de France-Alsace 2012.

En Suède, il prend la tête de l'épreuve à l'issue de l'ES8 et la conserve jusqu'à la fin du rallye, terminant également troisième de la Power Stage. Cette sixième victoire, sa deuxième en Suède, lui permet de revenir à la quatrième place du championnat et de pointer à treize points de Loeb au championnat. Au Mexique, alors qu'il occupe le troisième rang, il part en tonneaux dans l'ES22, surpris par l'accident d'Evgeny Novikov, parti avant lui. Son arceau de sécurité étant endommagé, il doit renoncer. Il commet une nouvelle erreur au Portugal, où il tape une pierre dans l'ES5 alors qu'il est leader. Rencontrant également des problèmes de pression d'essence au cours du rallye, il ne peut faire mieux que treizième à l'arrivée. Deux semaines avant le rallye d'Argentine, il se fracture la clavicule à cause d'une mauvaise chute en ski de fond. Il est contraint de déclarer forfait pour l'épreuve sud-américaine où Ford le remplace par Dani Sordo.
De retour lors du Rallye de l'Acropole, il démontre qu'il n'a rien perdu de son coup de volant puisqu'il remporte 10 des 22 spéciales de cette épreuve. Cependant, alors qu'il lutte pour la victoire finale avec Sébastien Loeb, il crève à la suite d'une erreur de pilotage. Il parvient tout de même à accrocher le podium, derrière l'Alsacien et son ancien coéquipier Mikko Hirvonen. En Nouvelle-Zélande, ses espoirs de bien figurer s'envolent quand il perd plus de 4 minutes le premier jour pour avoir accroché une clôture après avoir coupé un virage. Latvala achève le rallye à la 7e position, et obtient les 3 points de la Power Stage. Il se classe 3e de son rallye à domicile, en Finlande, puis 2e derrière Loeb en Allemagne. Il remonte au sommet du podium pour la deuxième fois de la saison lors du rallye de Grande-Bretagne. Il se classe 2e derrière Loeb en France, 12e lors du rallye de Sardaigne, durant lequel il a endommagé son radiateur en ayant heurté un talus, et enfin une nouvelle fois 2e derrière Loeb en Espagne, lors de la dernière manche de la saison. Il termine troisième du championnat mondial, avec 154 points
- 2013

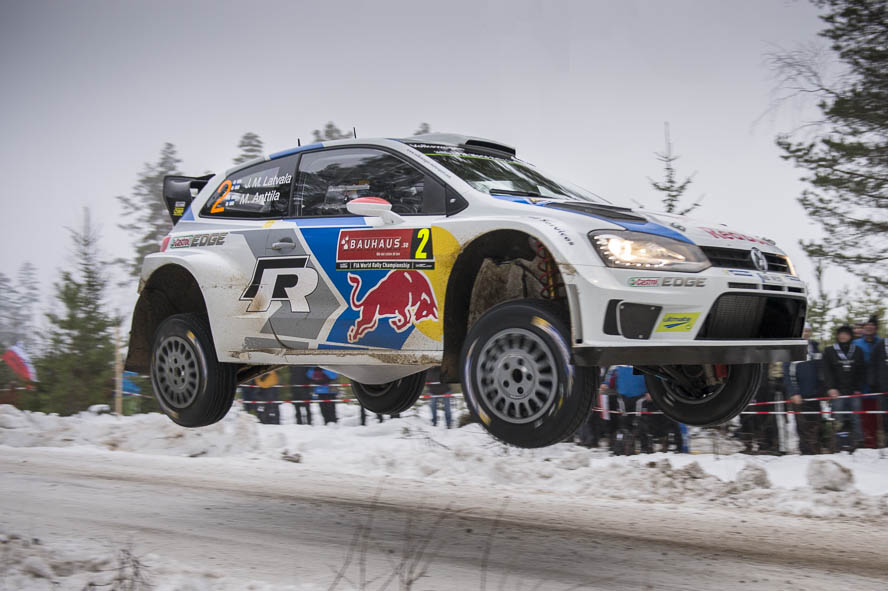
Jari-Matti Latvala au Rallye de Suède en 2014.

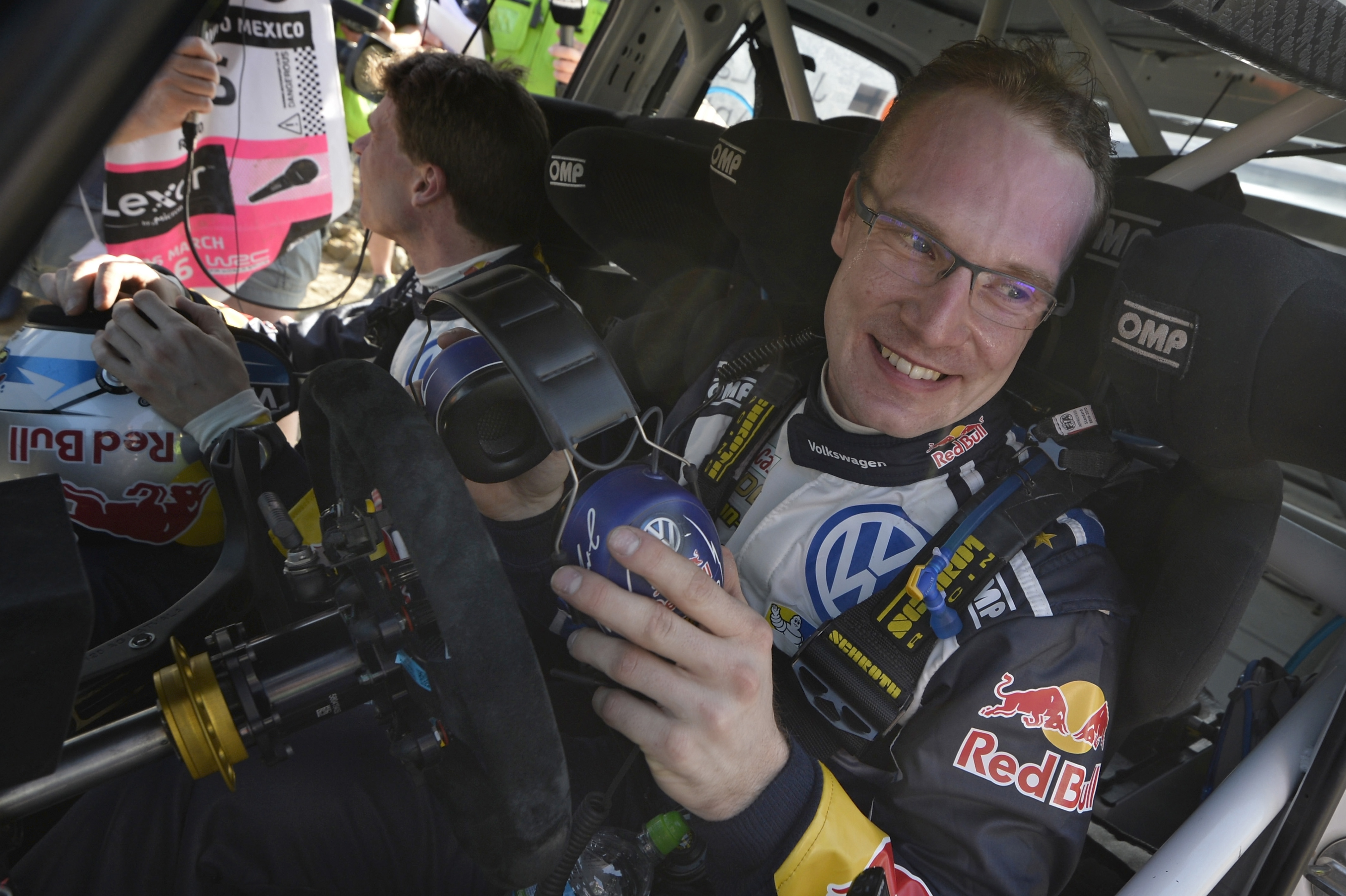
Jari-Matti Latvala durant le rallye du Mexique 2016.

Pour la saison 2013, Latvala rejoint la nouvelle équipe WRC Volkswagen Motorsport au sein de laquelle il est le coéquipier du français Sébastien Ogier et du norvégien Andreas Mikkelsen aux commandes d'une Volkswagen Polo R WRC. Il remporte une victoire durant la saison, lors du rallye de l'Acropole et il termine la saison sur la troisième place du podium.
- 2014

L'équipe WRC Volkswagen Motorsport reste inchangée durant la saison 2014, Latvala continue donc d'y évoluer aux côtés d'Ogier et de Mikkelsen. Après avoir remporté une 5e place durant le rallye Monte-Carlo, il remporte pour la troisième fois le rallye de Suède et devient, pour la première fois de sa carrière, le leader du classement des pilotes WRC.
Latvala remporte également les rallyes d'Argentine et de Finlande, ce qui lui permet de continuer à lutter pour le titre avec Sébastien Ogier, alors leader du classement. Une sortie de route d'Ogier lors du rallye d'Allemagne, qui contraint celui-ci à l'abandon, donne une chance inespérée à Latvala, qui devient alors le leader de la course, de réduire considérablement le nombre de points qui le sépare de son coéquipier et rival. Mais le dernier jour du rallye, Latvala, après avoir effectué lui-même une sortie de route, doit abandonner également, laissant ainsi inchangé son écart avec le français.
Mais ce ne sera que partie remise, car Latvala parvient à remporter son premier rallye 100 % asphalte deux mois plus tard, en France, alors qu'Ogier, à la suite de problèmes mécaniques et d'une erreur de pointage lors du premier jour, ne parvient qu'à remporter trois points en gagnant la spéciale power stage.
En Catalogne, Latvala se livre à un dernier duel pour le titre avec Sébastien Ogier, mais ce dernier s'installe en leader dès la 4e spéciale et reste en tête du rallye jusqu'à la fin. Le premier jour se termine avec Latvala à plus de 30 secondes derrière son coéquipier. La suite du rallye se déroule avec une majorité de temps scratch obtenus par Latvala mais il ne peut jamais reprendre l'avantage sur Ogier. Le rallye se termine par une power stage remportée par Latvala devant Kris Meeke et Andreas Mikkelsen. À l'issue de ce rallye, les trois premières places sont figées, Ogier remportant le titre pour la seconde fois, Latvala assurant la seconde place du championnat et Mikkelsen la troisième. Ces trois pilotes faisant partie de l'équipe Volkswagen, le constructeur allemand s'offre l'intégralité du podium de la saison 2014.
- 2015

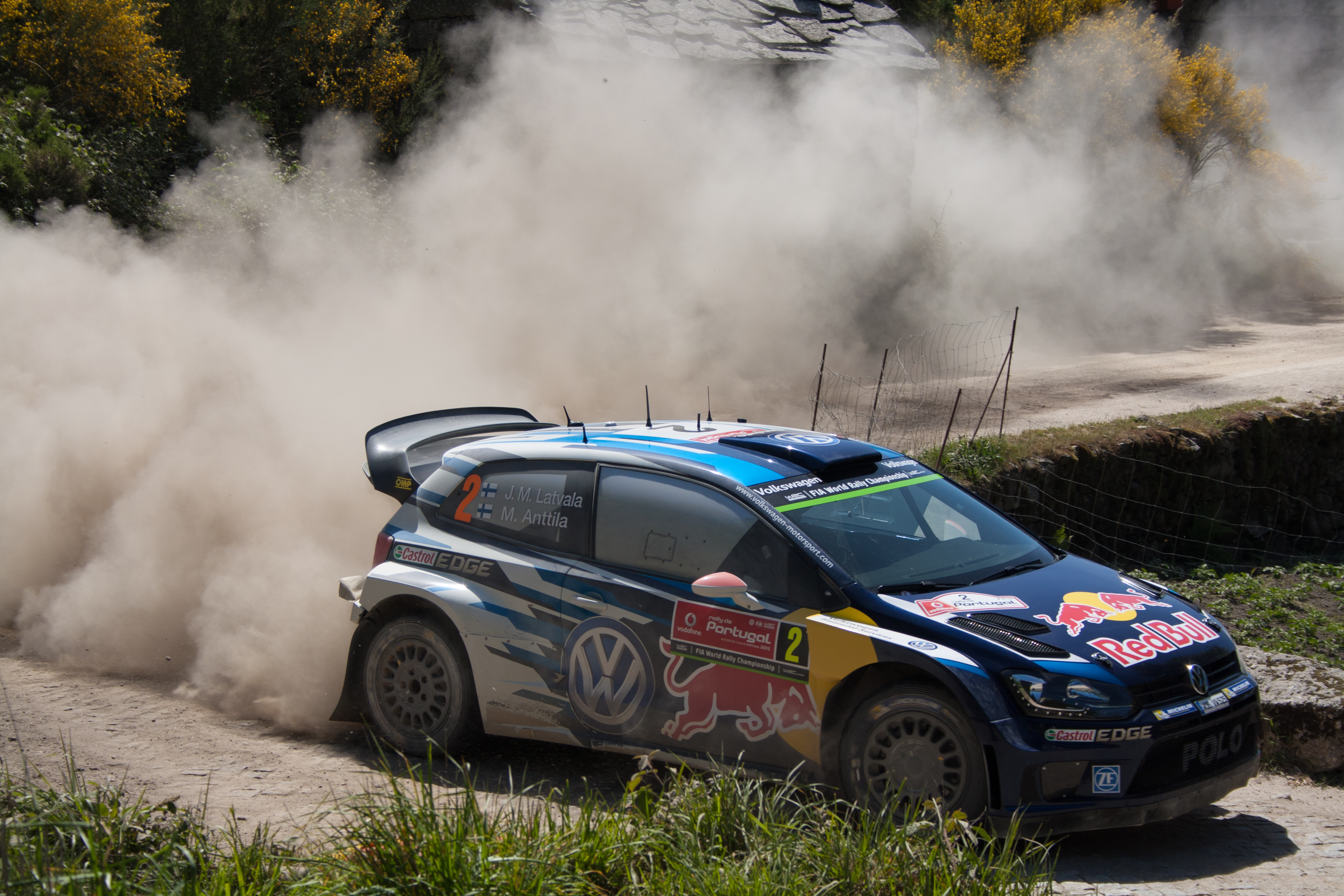
Première victoire de la saison 2015 pour Jari-Matti Latvala au Portugal.

Pour la troisième année consécutive, l'équipe WRC Volkswagen Motorsport reste inchangée, Latvala y évolue donc toujours aux côtés d'Ogier et de Mikkelsen. Il commence la saison en remportant la 2e place du rallye Monte-Carlo, son meilleur résultat jusqu'alors durant ce rallye. Lors du rallye de Suède, Latvala part à la faute dans l'ES9. Il perdra 8 min 30 s en essayant de se dégager d'un fossé. Il remonte ensuite au classement, mais une nouvelle sortie de route le dernier jour ne lui permettra que de finir à la 12e place. Après avoir terminé à la 15e place au rallye du Mexique, la malchance continue de le poursuivre en Argentine où, occupant la troisième place le dernier jour de l'épreuve, des problèmes mécaniques au niveau du moteur le contraignent à l'abandon. Au Portugal, Latvala arrive à briser cette série médiocre en remportant son premier rallye de la saison après avoir résisté à la pression de Sébastien Ogier qui termine à la seconde place avec seulement 8.2 secondes d’écart avec le finlandais. Il s'impose également sur ses terres, en Finlande, toujours talonné par Ogier. C'est aussi ce dernier qui l'emporte en Allemagne, Latvala terminant deuxième et Mikkelsen troisième, ce qui permet à Volkswagen de réaliser un triplé à domicile. Latvala termine également à la deuxième place en Australie et en Espagne, mais parvient à s'imposer en Corse. Lors du dernier rallye de la saison, en Grande-Bretagne, Latvala est victime d'une sortie de route dès le premier jour. Il pourra repartir en rallye 2 le lendemain, mais il restera relégué en queue de classement jusqu'à la fin de la course. Il termine tout de même en beauté en remportant les quatre dernières spéciales, dont la power stage et les trois points bonus qui vont avec. Ogier remporte le titre pour la troisième fois, Latvala assurant la seconde place du championnat et Mikkelsen la troisième, comme en 2014. L'équipe Volkswagen s'offre ainsi l'intégralité du podium pour la deuxième fois consécutive.
- 2016

L'équipe WRC Volkswagen Motorsport reste inchangée pour la quatrième année consécutive, Latvala y évolue donc toujours aux côtés d'Ogier et de Mikkelsen. Il commence la saison par un abandon lors du rallye Monte-Carlo à la suite d'une sortie de route qui a endommagé une suspension et durant laquelle il a heurté un spectateur, ce qui lui valut une amende car il ne s'est pas arrêté après l'incident. Après un rallye de Suède catastrophique où il voit sa course ruinée dès la première journée à la suite d'un bris de transmission, Jari-Matti se ressaisit au Mexique où il profite de sa position de départ pour s'imposer facilement devant son coéquipier et Dani Sordo. En Argentine, alors que la victoire lui était promise, Latvala heurte un rocher qui casse sa suspension avant droite et le fait partir en tonneaux. Lors du rallye suivant, au Portugal, Latvala subit une panne de direction assistée. Il terminera à la 6e place et à la seconde place de la Power Stage. En Sardaigne, Latvala termine deuxième, ainsi qu'en Finlande. En Allemagne, la Polo de Latvala connait un problème de boîte de vitesses qui le contraint à s'arrêter dès la première spéciale. Il pourra néanmoins repartir le lendemain et finira à la deuxième place de la Power Stage, ce qui lui permet d'engranger deux points, malgré un classement final à la 48e place. Il n'arrivera plus à monter sur le podium avant la fin de la saison qu'il finira à la 6e place, loin de ses objectifs initiaux.
Après le rallye de Grande-Bretagne, à la surprise générale, Volkswagen a annoncé son retrait du WRC après le dernier rallye de la saison, ce qui a contraint Latvala, ainsi que ses coéquipiers Ogier et Mikkelsen, à trouver une nouvelle équipe. Le 13 décembre, le constructeur japonais Toyota a annoncé que Jari-Matti Latvala et Miikka Anttila rejoindront sa nouvelle équipe en 2017 .
- 2017

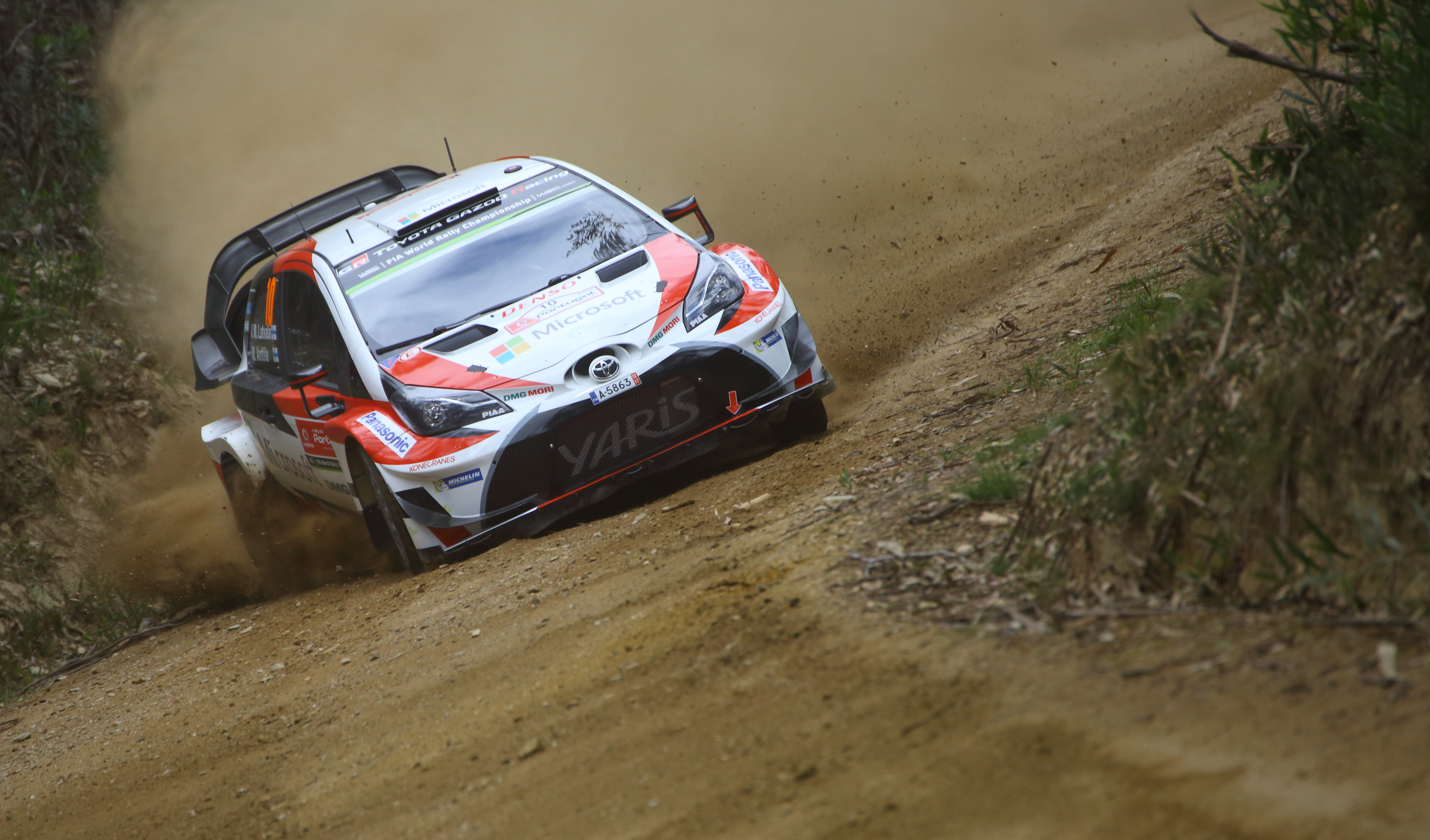
Jari-Matti Latvala au rallye du Portugal 2017

Jari-Matti Latvala offre le premier podium à Toyota après 17 ans d'absence en championnat du monde des Rallyes, dès le premier rallye de la saison, le rallye Monte-Carlo qu'il termine à la deuxième place.
Trois semaines plus tard, il s'impose sur la manche suivante, le Rallye de Suède, offrant ainsi la première victoire au constructeur japonais depuis son retour en WRC. En embuscade à 43 secondes de Thierry Neuville, à quatre spéciales du terme de l'épreuve, le pilote finlandais profite d'une erreur de pilotage du belge qui endommage sa direction pour prendre la tête du Rallye. Possédant alors 3 s 8 d'avance sur Ott Tänak et 16 s 6 sur Sébastien Ogier, Latvala augmente son avantage sur ses adversaires dans la dernière journée en remportant les trois dernières spéciales, empochant du même coup les 5 points de la Power Stage. Il s'agit de la quatrième victoire du pilote finlandais sur le Rallye de Suède, au volant de quatre voitures différentes.

## Palmarès

### Victoires

#### Victoires en championnat du monde des rallyes des voitures de production (P-WRC)
| no | Saison | Rallye                         | Pays             | Copilote       | Voiture                |
| -- | ------ | ------------------------------ | ---------------- | -------------- | ---------------------- |
| 1  | 2006   | 19e Rallye d'Australie         | Australie        | Miikka Anttila | Subaru Impreza WRX STI |
| 2  | 2006   | 36e Rallye de Nouvelle-Zélande | Nouvelle-Zélande | Miikka Anttila | Subaru Impreza WRX STI |

#### Victoires en championnat du monde des rallyes
| no | Saison | Rallye                            | Pays             | Copilote       | Voiture               |
| -- | ------ | --------------------------------- | ---------------- | -------------- | --------------------- |
| 1  | 2008   | 57e Rallye de Suède               | Suède            | Miikka Anttila | Ford Focus RS WRC 07  |
| 2  | 2009   | 6e Rallye de Sardaigne            | Italie           | Miikka Anttila | Ford Focus RS WRC 08  |
| 3  | 2010   | 40e Rallye de Nouvelle-Zélande    | Nouvelle-Zélande | Miikka Anttila | Ford Focus RS WRC 10  |
| 4  | 2010   | 60e Rallye de Finlande            | Finlande         | Miikka Anttila | Ford Focus RS WRC 10  |
| 5  | 2011   | 67e Rallye du Pays de Galles (GB) | Royaume-Uni      | Miikka Anttila | Ford Fiesta RS WRC    |
| 6  | 2012   | 60e Rallye de Suède               | Suède            | Miikka Anttila | Ford Fiesta RS WRC    |
| 7  | 2012   | 68e Rallye du Pays de Galles (GB) | Royaume-Uni      | Miikka Anttila | Ford Fiesta RS WRC    |
| 8  | 2013   | 59e Rallye de l'Acropole          | Grèce            | Miikka Anttila | Volkswagen Polo R WRC |
| 9  | 2014   | 62e Rallye de Suède               | Suède            | Miikka Anttila | Volkswagen Polo R WRC |
| 10 | 2014   | 34e Rallye d'Argentine            | Argentine        | Miikka Anttila | Volkswagen Polo R WRC |
| 11 | 2014   | 64e Rallye de Finlande            | Finlande         | Miikka Anttila | Volkswagen Polo R WRC |
| 12 | 2014   | 5e Rallye de France-Alsace        | France           | Miikka Anttila | Volkswagen Polo R WRC |
| 13 | 2015   | 49e Rallye du Portugal            | Portugal         | Miikka Anttila | Volkswagen Polo R WRC |
| 14 | 2015   | 65e Rallye de Finlande            | Finlande         | Miikka Anttila | Volkswagen Polo R WRC |
| 15 | 2015   | 58e Tour de Corse                 | France           | Miikka Anttila | Volkswagen Polo R WRC |
| 16 | 2016   | 30e Rallye du Mexique             | Mexique          | Miikka Anttila | Volkswagen Polo R WRC |
| 17 | 2017   | 65e Rallye de Suède               | Suède            | Miikka Anttila | Toyota Yaris WRC      |
| 18 | 2018   | 27e Rallye d'Australie            | Australie        | Miikka Anttila | Toyota Yaris WRC      |

#### Autres victoires
| no | Saison | Rallye                             | Pays        | Copilote       | Voiture              |
| -- | ------ | ---------------------------------- | ----------- | -------------- | -------------------- |
| 1  | 2003   | 7e Int. Estonian Winter Rally      | Estonie     | Miikka Anttila | Toyota Corolla WRC   |
| 2  | 2003   | 15e South of England Tempest Rally | Royaume-Uni | Miikka Anttila | Ford Focus RS WRC 02 |
| 3  | 2005   | 2e Vanajanlinna Ralli              | Finlande    | Miikka Anttila | Toyota Corolla WRC   |
| 4  | 2006   | 4e SM Vaakuna Ralli                | Finlande    | Miikka Anttila | Toyota Corolla WRC   |
| 5  | 2006   | 12e SM Peurunkaralli               | Finlande    | Miikka Anttila | Toyota Corolla WRC   |
| 6  | 2007   | 9e Prealpi Master Show             | Italie      | Miikka Anttila | Toyota Corolla WRC   |
| 7  | 2011   | 57e Rallye du Var                  | France      | Miikka Anttila | Ford Fiesta RS WRC   |

### Record détenu en championnat du monde des rallyes
- Nombre de départs : 209
- Plus jeune vainqueur d'un rallye : au Rallye de Suède 2008 à 22 ans et 10 mois
- Défaite avec le plus petit écart : 0,2 seconde de retard sur Sébastien Ogier au Rallye de Jordanie, le 16 avril 2011.

## Résultats en rallye

### Résultats détaillés en championnat du monde des rallyes
| Saison     | Rallye | Rallye | Rallye | Rallye | Rallye | Rallye | Rallye | Rallye | Rallye | Rallye | Rallye | Rallye | Rallye | Rallye | Rallye | Rallye | Points | Classement final |
| ---------- | ------ | ------ | ------ | ------ | ------ | ------ | ------ | ------ | ------ | ------ | ------ | ------ | ------ | ------ | ------ | ------ | ------ | ---------------- |
| 2002       | MON    | SUE    | FRA    | ESP    | CYP    | ARG    | GRE    | KEN    | FIN    | ALL    | ITA    | NZL    | AUS    | GBR    |        |        | 0      | -                |
| 2002       | -      | -      | -      | -      | -      | -      | -      | -      | -      | -      | -      | -      | -      | 17e    |        |        | 0      | -                |
|            |        |        |        |        |        |        |        |        |        |        |        |        |        |        |        |        |        |                  |
| 2003       | MON    | SUE    | TUR    | NZL    | ARG    | GRE    | CYP    | ALL    | FIN    | AUS    | ITA    | FRA    | ESP    | GBR    |        |        | 0      | -                |
| 2003       | -      | -      | -      | -      | -      | 10e    | -      | 17e    | 14e    | -      | -      | -      | -      | 10e    |        |        | 0      | -                |
|            |        |        |        |        |        |        |        |        |        |        |        |        |        |        |        |        |        |                  |
| 2004       | MON    | SUE    | MEX    | NZL    | CYP    | GRE    | TUR    | ARG    | FIN    | ALL    | JPN    | GBR    | ITA    | FRA    | ESP    | AUS    | 0      | -                |
| 2004       | Ab.    | Ab.    | -      | -      | -      | Ab.    | Ab.    | -      | Ab.    | 27e    | -      | 23e    | Ab.    | 21e    | 29e    | Ab.    | 0      | -                |
| J-WRC 2004 | Ab.    |        |        |        |        | Ab.    | Ab.    |        | Ab.    |        |        | 4e     | Ab     |        | 9e     |        | 5      | 13e (J-WRC)      |
|            |        |        |        |        |        |        |        |        |        |        |        |        |        |        |        |        |        |                  |
| 2005       | MON    | SUE    | MEX    | NZL    | ITA    | CYP    | TUR    | GRE    | ARG    | FIN    | ALL    | GBR    | JPN    | FRA    | ESP    | AUS    | 0      | -                |
| 2005       | -      | 16e    | -      | Ab.    | 16e    | -      | -      | -      | Ab.    | Ab.    | 21e    | Ab.    | -      | 16e    | 19e    | -      | 0      | -                |
|            |        |        |        |        |        |        |        |        |        |        |        |        |        |        |        |        |        |                  |
| 2006       | MON    | SUE    | MEX    | ESP    | FRA    | ARG    | ITA    | GRE    | ALL    | FIN    | JPN    | CYP    | TUR    | AUS    | NZL    | GBR    | 9      | 13e              |
| 2006       | 41e    | -      | 25e    | 16e    | Ab.    | -      | -      | 22e    | 34e    | 17e    | 69e    | -      | -      | 6e     | 8e     | 4e     | 9      | 13e              |
| P-WRC 2006 | 5e     |        | 9e     |        |        | -      |        | 6e     |        |        | 9e     | -      |        | 1er    | 1er    |        | 27     | 4e (P-WRC)       |
|            |        |        |        |        |        |        |        |        |        |        |        |        |        |        |        |        |        |                  |
| 2007       | MON    | SUE    | NOR    | MEX    | POR    | ARG    | ITA    | GRE    | FIN    | ALL    | NZL    | ESP    | FRA    | JPN    | IRL    | GBR    | 30     | 8e               |
| 2007       | Ab.    | Ab.    | 5e     | 7e     | 8e     | 4e     | 9e     | 12e    | Ab.    | 8e     | 5e     | 7e     | 4e     | 25e    | 3e     | 10e    | 30     | 8e               |
|            |        |        |        |        |        |        |        |        |        |        |        |        |        |        |        |        |        |                  |
| 2008       | MON    | SUE    | MEX    | ARG    | JOR    | ITA    | GRE    | TUR    | FIN    | ALL    | NZL    | ESP    | FRA    | JPN    | GBR    |        | 58     | 4e               |
| 2008       | 12e    | 1er    | 3e     | 12e    | 7e     | 3e     | 7e     | 2e     | 38e    | 9e     | Ab.    | 6e     | 4e     | 2e     | 2e     |        | 58     | 4e               |
|            |        |        |        |        |        |        |        |        |        |        |        |        |        |        |        |        |        |                  |
| 2009       | IRL    | NOR    | CYP    | POR    | ARG    | ITA    | GRE    | POL    | FIN    | AUS    | ESP    | GBR    |        |        |        |        | 41     | 4e               |
| 2009       | 14e    | 3e     | 12e    | Ab.    | 6e     | 1er    | 3e     | Ab.    | 3e     | 4e     | 6e     | 7e     |        |        |        |        | 41     | 4e               |
|            |        |        |        |        |        |        |        |        |        |        |        |        |        |        |        |        |        |                  |
| 2010       | SUE    | MEX    | JOR    | TUR    | NZL    | POR    | BUL    | FIN    | ALL    | JPN    | FRA    | ESP    | GBR    |        |        |        | 171    | 2e               |
| 2010       | 3e     | 5e     | 2e     | 8e     | 1er    | Ab.    | 6e     | 1er    | 4e     | 3e     | 4e     | 4e     | 3e     |        |        |        | 171    | 2e               |
|            |        |        |        |        |        |        |        |        |        |        |        |        |        |        |        |        |        |                  |
| 2011       | SUE    | MEX    | POR    | JOR    | ITA    | ARG    | GRE    | FIN    | ALL    | AUS    | FRA    | ESP    | GBR    |        |        |        | 172    | 4e               |
| 2011       | 3e     | 3e     | 3e     | 2e     | 18e    | 7e     | 9e     | 2e     | 14e    | 2e     | 4e     | 3e     | 1er    |        |        |        | 172    | 4e               |
|            |        |        |        |        |        |        |        |        |        |        |        |        |        |        |        |        |        |                  |
| 2012       | MON    | SWE    | MEX    | POR    | ARG    | GRE    | NZL    | FIN    | GER    | GBR    | FRA    | ITA    | ESP    |        |        |        | 154    | 3e               |
| 2012       | Ab.    | 1er    | Ab.    | 13e    | -      | 3e     | 7e     | 3e     | 2e     | 1er    | 2e     | 12e    | 2e     |        |        |        | 154    | 3e               |
|            |        |        |        |        |        |        |        |        |        |        |        |        |        |        |        |        |        |                  |
| 2013       | MON    | SWE    | MEX    | POR    | ARG    | GRE    | ITA    | FIN    | GER    | AUS    | FRA    | ESP    | GBR    |        |        |        | 162    | 3e               |
| 2013       | Ab.    | 4e     | 16e    | 3e     | 3e     | 1er    | 3e     | 17e    | 7e     | 4e     | 3e     | 2e     | 2e     |        |        |        | 162    | 3e               |
|            |        |        |        |        |        |        |        |        |        |        |        |        |        |        |        |        |        |                  |
| 2014       | MON    | SWE    | MEX    | POR    | ARG    | ITA    | POL    | FIN    | GER    | AUS    | FRA    | ESP    | GBR    |        |        |        | 218    | 2e               |
| 2014       | 5e     | 1er    | 2e     | 14e    | 1er    | 3e     | 5e     | 1er    | Ab.    | 2e     | 1er    | 2e     | 8e     |        |        |        | 218    | 2e               |
|            |        |        |        |        |        |        |        |        |        |        |        |        |        |        |        |        |        |                  |
| 2015       | MON    | SWE    | MEX    | ARG    | POR    | ITA    | POL    | FIN    | GER    | AUS    | FRA    | ESP    | GBR    |        |        |        | 183    | 2e               |
| 2015       | 2e     | Ab.    | 15e    | Ab.    | 1er    | 6e     | 5e     | 1er    | 2e     | 2e     | 1er    | 2e     | 50e    |        |        |        | 183    | 2e               |
|            |        |        |        |        |        |        |        |        |        |        |        |        |        |        |        |        |        |                  |
| 2016       | MON    | SWE    | MEX    | ARG    | POR    | ITA    | POL    | FIN    | GER    | CHN    | FRA    | ESP    | GBR    | AUS    |        |        | 112    | 6e               |
| 2016       | Ab.    | 26e    | 1er    | 16e    | 6e     | 2e     | 5e     | 2e     | 48e    | An.    | 4e     | 14e    | 7e     | 9e     |        |        | 112    | 6e               |
|            |        |        |        |        |        |        |        |        |        |        |        |        |        |        |        |        |        |                  |
| 2017       | MON    | SWE    | MEX    | FRA    | ARG    | POR    | ITA    | POL    | FIN    | GER    | ESP    | GBR    | AUS    |        |        |        | 136    | 4e               |
| 2017       | 2e     | 1er    | 6e     | 4e     | 5e     | 9e     | 2e     | 20e    | 21e    | 7e     | Ab.    | 5e     | Ab.    |        |        |        | 136    | 4e               |
|            |        |        |        |        |        |        |        |        |        |        |        |        |        |        |        |        |        |                  |
| 2018       | MON    | SWE    | MEX    | FRA    | ARG    | POR    | ITA    | FIN    | GER    | TUR    | GBR    | ESP    | AUS    |        |        |        | 128    | 4e               |
| 2018       | 3e     | 7e     | 8e     | Ab.    | Ab.    | Ab.    | 7e     | 3e     | Ab.    | 2e     | 2e     | 8e     | 1er    |        |        |        | 128    | 4e               |
|            |        |        |        |        |        |        |        |        |        |        |        |        |        |        |        |        |        |                  |
| 2019       | MON    | SWE    | MEX    | FRA    | ARG    | CHI    | POR    | ITA    | FIN    | GER    | TUR    | GBR    | ESP    | AUS    |        |        | 94     | 7e               |
| 2019       | 5e     | 21e    | 8e     | 10e    | 5e     | 11e    | 7e     | 19e    | 3e     | 3e     | 6e     | Ab.    | 5e     | An.    |        |        | 94     | 7e               |
| 2020       | MON    | SWE    | MEX    | EST    | TUR    | ITA    | MNZ    |        |        |        |        |        |        |        |        |        | 0      | -                |
| 2020       | -      | Ab.    | -      | -      | -      | -      | -      |        |        |        |        |        |        |        |        |        | 0      | -                |

### Résultats complets en championnat du monde des rallyes
| Saison | Équipe      | Départs | Victoires | Podiums | Abandons | Points | Classement final |
| ------ | ----------- | ------- | --------- | ------- | -------- | ------ | ---------------- |
| 2002   | Privé       | 1       | 0         | 0       | 0        | 0      | -                |
| 2003   | Ford        | 4       | 0         | 0       | 0        | 0      | -                |
| 2004   | Privé       | 11      | 0         | 0       | 7        | 0      | -                |
| 2005   | Privé       | 9       | 0         | 0       | 4        | 0      | -                |
| 2006   | Privé       | 11      | 0         | 0       | 1        | 9      | 13e              |
| 2007   | Privé       | 16      | 0         | 1       | 3        | 30     | 8e               |
| 2008   | Privé, Ford | 15      | 1         | 6       | 1        | 58     | 4e               |
| 2009   | Ford        | 12      | 1         | 4       | 2        | 41     | 4e               |
| 2010   | Ford        | 13      | 2         | 6       | 1        | 171    | 2e               |
| 2011   | Ford        | 13      | 1         | 8       | 0        | 172    | 4e               |
| 2012   | Ford        | 12      | 2         | 7       | 2        | 154    | 3e               |
| 2013   | Volkswagen  | 13      | 1         | 7       | 1        | 162    | 3e               |
| 2014   | Volkswagen  | 13      | 4         | 8       | 1        | 218    | 2e               |
| 2015   | Volkswagen  | 13      | 3         | 7       | 2        | 183    | 2e               |
| 2016   | Volkswagen  | 13      | 1         | 3       | 1        | 112    | 6e               |
| 2017   | Toyota      | 13      | 1         | 3       | 2        | 136    | 4e               |
| 2018   | Toyota      | 13      | 1         | 5       | 4        | 128    | 4e               |
| 2019   | Toyota      | 13      | 0         | 2       | 1        | 94     | 7e               |
| 2020   | Privé       | 1       | 0         | 0       | 0        | 0      | -                |
| Total  |             | 209     | 18        | 67      | 33       | 1668   |                  |